# 杨沛宜
杨沛宜（2001年2月21日—），中國女歌手。小時候憑藉童聲以童星身份出道，2012年以後淡出樂壇。2025年5月毕业于美国北卡罗来纳大学教堂山分校经济学本科。

## 简介
杨沛宜声音甜美，曾在2008年北京市海淀区中小学生声乐比赛（独唱比赛）中获得一等奖。该校老师也对杨沛宜同学赞誉有加。
让她成名的事件是在2008年8月8日北京奥运会开幕式上的“奥运开幕式假唱事件”，开幕式上的《歌唱祖国》一曲是她的原声，但是出现在舞台上的是对口型的另外一个小女孩林妙可，这一安排招致众多非议，並為國外媒體所報道。
2008年12月，中国娇子新锐榜，获封“年度最美声音”。2009年签约唱片公司金牌大风。2009年9月19日，杨沛宜发表个人音乐专辑《歌唱祖国（Ode To The Motherland）》EP，包括之前发表的《歌唱祖国》、《别看我只是一只羊》、《送别》、《鲁冰花》、《蜗牛与黄鹂鸟》五首歌曲。同年10月2日，杨沛宜參與香港的60周年國慶文藝晚會，與香港歌手張學友，音樂家高世章以及著名小提琴家姚珏合作表演由溫家寶的詩作《仰望星空》改編的歌曲。
2010年6月，楊沛宜的《别看我只是一隻羊》被廣州原創動力採用，成為《羊羊快樂的一年（新一輯喜羊羊與灰太狼）》的主題曲，首次取代古倩敏所主唱的《别看我只是一隻羊》。2012年演唱的《北京祝福你》，是最後一次有紀錄的公開發表作品。2012年以後，楊沛宜逐漸淡出樂壇，但仍然在學校的比賽和各種儀式有演出，如歌舞嘉年華、星塵音樂節等，演唱了《Lemon》，《夜空中最亮的星》，原創歌曲《Say》等歌曲。同時亦有在社交平臺放出自己翻唱的歌曲供粉絲和朋友收聽。
2025年5月，杨沛宜从美国北卡罗来纳大学教堂山分校经济学本科毕业。

## 相关作品
- 个人EP
  - 《歌唱祖国/别看我只是一只羊》（2009年9月9日）
- 单曲
  - 《仰望星空》（2009年）
  - 《左手右手》（《喜羊羊与灰太狼之虎虎生威》电影插曲）（2010年）